# ابوبکر شیرازی
ابوبکر احمد بن عبدالرحمن که به اختصار ابوبکر شیرازی خوانده می‌شود، اهل شیراز بود. او از محدثین معروف قرن چهارم است و چندی در همدان اقامت داشت و در سال ۴۰۴ هجری قمری به موطن خویش شیراز بازگشت. او در سال ۴۱۱ هجری قمری درگذشت. دو کتاب به نام‌های کتاب بر القاب و اسماء رجال و کتاب در القاب رواه از آثار او هستند.